# Médiateur de la République (Niger)
Pour les articles homonymes, voir Médiateur de la République.
La médiature de la république a pour principale mission d'intervenir dans les litiges entre les citoyens et les administrations. Elle été créée une première fois au Niger en 1990 sous l'appellation de médiateur national. Dissoute, elle a été réinstituée en 2008 sous le nom de médiateur de la république. Le coup d'état du 18 février 2010 l'a fait suspendre et elle a été remise en service le 8 août 2011.

## Médiateurs de la République
- 2023- .. : Moussa Maman, Médiateur de la République du Niger
- 30 novembre 2022 : Assimiou Dabiri[2]
- 8 juillet 2016 au 8 juillet 2022 : Ali Sirfi Maïga, Médiateur de la République du Niger.
- 18 août 2011 au 31 décembre 2015 : Amadou Cheiffou, Médiateur de la République
- 10 juillet 2008 au 18 février 2010 : Mamane Oumarou, Médiateur de la République,
- 1990 à 1991: Mahamadou Halilou, Médiateur National,